# Culicoides imicola
Culicoides imicola es un jején de la familia Ceratopogonidae del orden Diptera (Nematocera: Culicomorpha). Es una especie hematófaga. Las hembras pican y transmiten el virus de la lengua azul de interés en la medicina veterinaria.
Es un mosquito de sólo 1/1700 gramos de peso, 2 mm de longitud y con alas moteadas, activa principalmente en la mañana y por la tarde, entre marzo y octubre; Estas recomendaciones se aplican por lo menos en el hemisferio norte y en las zonas templadas. En las zonas tropicales y subtropicales, es activa sólo en la noche, como todas las especies del género Culicoides. La altitud de vuelo de Culicoides imicola no alcanza más de 3 metros de altura.
Las larvas nacen de masas de huevos de unos sesenta huevos; son base plana y se alimentan de pequeños organismos en el agua. Los únicos depredadores de Culicoides imicola son murciélagos.
Estos insectos son capaces de proliferar en lugares húmedos, como los suelos y humedales pantanosos, o cavidades en los troncos de los árboles.